# 菲奧娜·施·羅琳
菲奥娜·施·罗琳（菲奥娜·施·洛兰；1980年—），法国作家、诗人、文学翻译家、编辑、音乐家。毕业于美国哥伦比亚大学（学士）、纽约大学（硕士）、巴黎第四大学索邦大学（博士）。能运用三种语言──英文、法文、中文进行文学艺术创作和翻译。
著有小说：《Dear Chrysanthemums》(2023)；诗集：《浇月亮》（2010）、《我的葬礼贡多拉》（2013）、《无形之眼》（2015）、《毁灭的优雅》（2016）、《Rain in Plural》(2020)。小说《Dear Chrysanthemums》由美国西蒙与舒斯特的斯克里布納之子公司出版，入围2024年安德鲁·卡内基卓越小說獎初选。诗集《Rain in Plural》与《毁灭的优雅》列入「普林斯顿当代诗人」系列，由普林斯顿大学出版社出版。《毁灭的优雅》获选为美国《图书馆杂志》2015年度十大最佳诗集之一、入围2016年《洛杉矶时报》图书大奖。《Rain in Plural》入围2021年德里克·沃尔科特诗歌奖。
自2003年以来，她为美国、法国的相关平台撰写时尚新闻，音乐和艺术批评，戏剧研究和美食评论。国际文艺网上杂志《樱桃刊》创刊编辑之一。
翻译了多部中国当代诗人诗集：入围美国2016年最佳图书翻译奖、美国2014年PEN诗歌翻译奖初选。另译：马克·斯特兰德、盖拉西姆·卢卡等诗人的作品；并与高行健合著《剪影/阴影：高行健的电影艺术》（2007）。
自幼四岁受钢琴与西洋古典音乐教育，九岁学筝。曾修读于巴黎高等音乐师范学院。在国际音乐厅、文化机构和艺术节演奏近二十年。曾出演于美国纽约林肯中心、卡内基大厅、考夫曼中心莫肯音乐厅、卫斯理安大学世界音乐厅、法国巴黎世界文化屋、联合国教育科学及文化组织大楼、巴黎赛努奇亚洲艺术博物馆、拉罗切利奥比格尼历史博物馆、英国伦敦皇家亚洲学会、比利时安特卫普Zuiderpershuis世界文化中心演奏厅、荷兰乌得勒支拉沙世界文化中心演奏厅等。
现居巴黎。